# Februaripatent

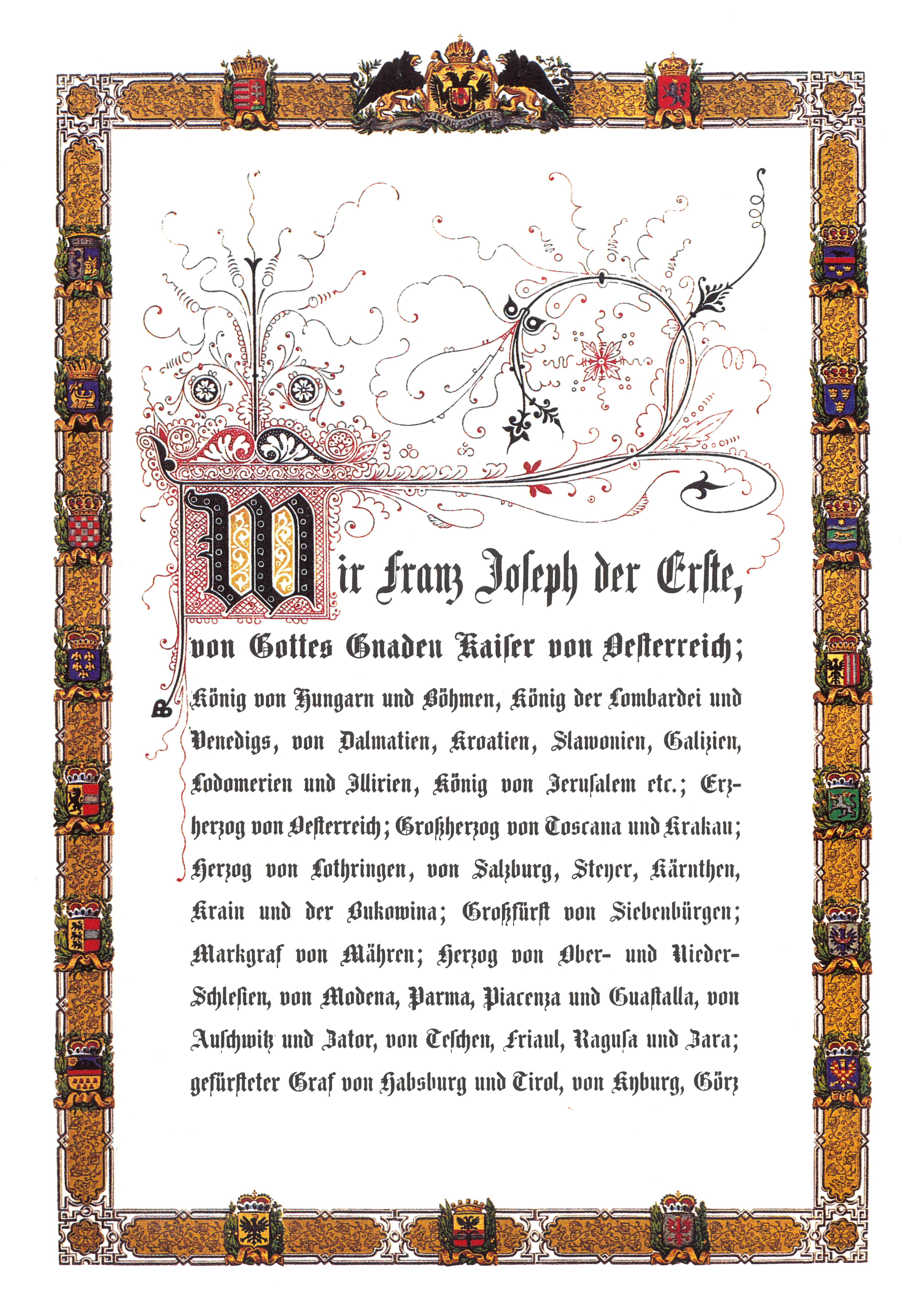
Titelblad van het Februaripatent

Februaripatent is de naam die in de Oostenrijkse geschiedschrijving wordt gegeven aan de Grondwet van de Oostenrijkse monarchie, dus het keizerrijk Oostenrijk, uit februari 1861. Het afkondigen van het Februaripatent kwam alleen aan de keizer toe en viel in de tijd van het neo-absolutisme. 

## Geschiedenis
De centralistische Februarigrondwet werd ontwikkeld door minister-president Anton von Schmerling en in februari 1861 door middel van het Februaripatent door de keizer voor het hele rijk afgekondigd. Ze verving het federalistisch geïnspireerde Oktoberdiploma uit 1860 grotendeels. In de leidinggevende kringen van de monarchie bestond er namelijk onenigheid over het feit of het keizerrijk centralistisch bestuurd moest worden, dan wel een statenbond van verregaand zelfstandige kroonlanden moest zijn. Hongaarse politici pleitten doorgaans voor een zo onafhankelijk mogelijke status voor Hongarije, waarin ze met de Ausgleich in 1867 ook grotendeels in slaagden. De keizerlijke ministers trachtten echter meer en meer de centrale macht van het keizerrijk te versterken.
In de Februarigrondwet werd de wetgevende macht gedeeld tussen de keizer en de twee kamers van de Rijksraad, namelijk het Herenhuis en het Huis van Afgevaardigden. Het Huis van Afgevaardigden zou samengesteld worden uit afgevaardigden die door de landdagen van de respectievelijke kroonlanden werden afgevaardigd. Deze regeling werd echter door Hongarije, en deels ook door Galicië, afgewezen wegens te centralistisch. Daarom probeerden Hongaarse politici haar te boycotten waar mogelijk.
Zonder volledig uitgevoerd te zijn geweest werd de in het Februaripatent afgekondigde grondwet in 1865 tijdelijk buiten werking geplaatst door minister-president Belcredi. Twee jaar later, na de Ausgleich met Hongarije, kwam de vorm van regeren die in de Februarigrondwet werd voorgesteld echter terug, zij het enkel voor de niet-Hongaarse koninkrijken en landen van het keizerrijk, het zogenaamde Cisleithanië. De Decembergrondwet van 1867, die enkel voor Cisleithanië gold, bouwde namelijk voort op de Februarigrondwet uit 1861. Tot 1873 werden de leden van de Weense Rijksraad nog jaarlijks door de landdagen van de kroonlanden verkozen en afgevaardigd.